# Хирургическая летопись
Хирургическая летопись — журнал Московского хирургического общества, издававшийся в 1891—1895 годах периодичностью по 6 раз в год, под редакцией Н.В. Склифосовского и П.И. Дьяконова. 
Ранее и позже выходило издание под заглавием: «Летопись хирургического общества в Москве».

## История
Журнал начал выходить в 1891 году. В редакционную комиссию издания входили Н.В.Склифосовский и П.И. Дьяконов (являлись ответственными редакторами журнала),а так же  И.Д. Сарычев (секретарь Московского хирургического общества) и П.Т. Склифосовский (действительный член Московского хирургического общества). 
Несмотря на рост числа подписчиков журнал приносил убыток, который покрывал из своих средств один из его редакторов выдающийся русский хирург, профессор Н.В. Склифосовский.
Основную часть журнала занимали оригинальные статьи и рефераты опубликованных в мире работ по хирургии, затем следовали отделы «Критика и библиография», «Заседания хирургических обществ и съездов», «Протоколы Хирургического общества в Москве», «Разные известия», помещалась реклама хирургических инструментов и медицинских журналов. 
Но в 1893 г. профессор Н.В. Склифосовский получил назначение на работу в Петербург, где вскоре стал редактировать журнал «Летопись русской хирургии». В 1895 г. он был вынужден предупредить второго редактора московского журнала профессора П. И. Дьяконова о том, что не сумеет в дальнейшем покрывать убытки.
В 1895 году редакция резко увеличила публикацию платных объявлений, но и это не помогло.
В поисках средств на издание журнала П.И. Дьяконов через своего друга И.Г. Витте, работавшего хирургом в Серпуховской больнице, обратился за помощью к А.П. Чехову. Чехову удалось уговорить издателя А.С. Суворина дать ссуду в полторы тысячи рублей на издание журнала, однако, Петр Иванович Дьяконов - человек передовых взглядов и убежденный демократ - отказался принять деньги от реакционера Суворина.
В результате заминок, вызванных поиском денег, журнал перестал выходить. Когда деньги были найдены для возобновления его издания требовалось снова получить разрешение от властей.
В 1897 году при содействии Чехова и финансировании одним из пациентов Дьяконова, профессор Дьяконов начал издавать в Москве журнал «Хирургия», который выходил до 1914 года.